# Mutzscheroda
Mutzscheroda ist ein Ortsteil der Gemeinde Wechselburg im Landkreis Mittelsachsen (Freistaat Sachsen). Zusammen mit seinem Ortsteil Carsdorf (87 Einwohner) gehört Mutzscheroda (167 Einwohner) seit dem 1. Januar 1994 zu Wechselburg.

## Geografie

### Geografische Lage und Verkehr

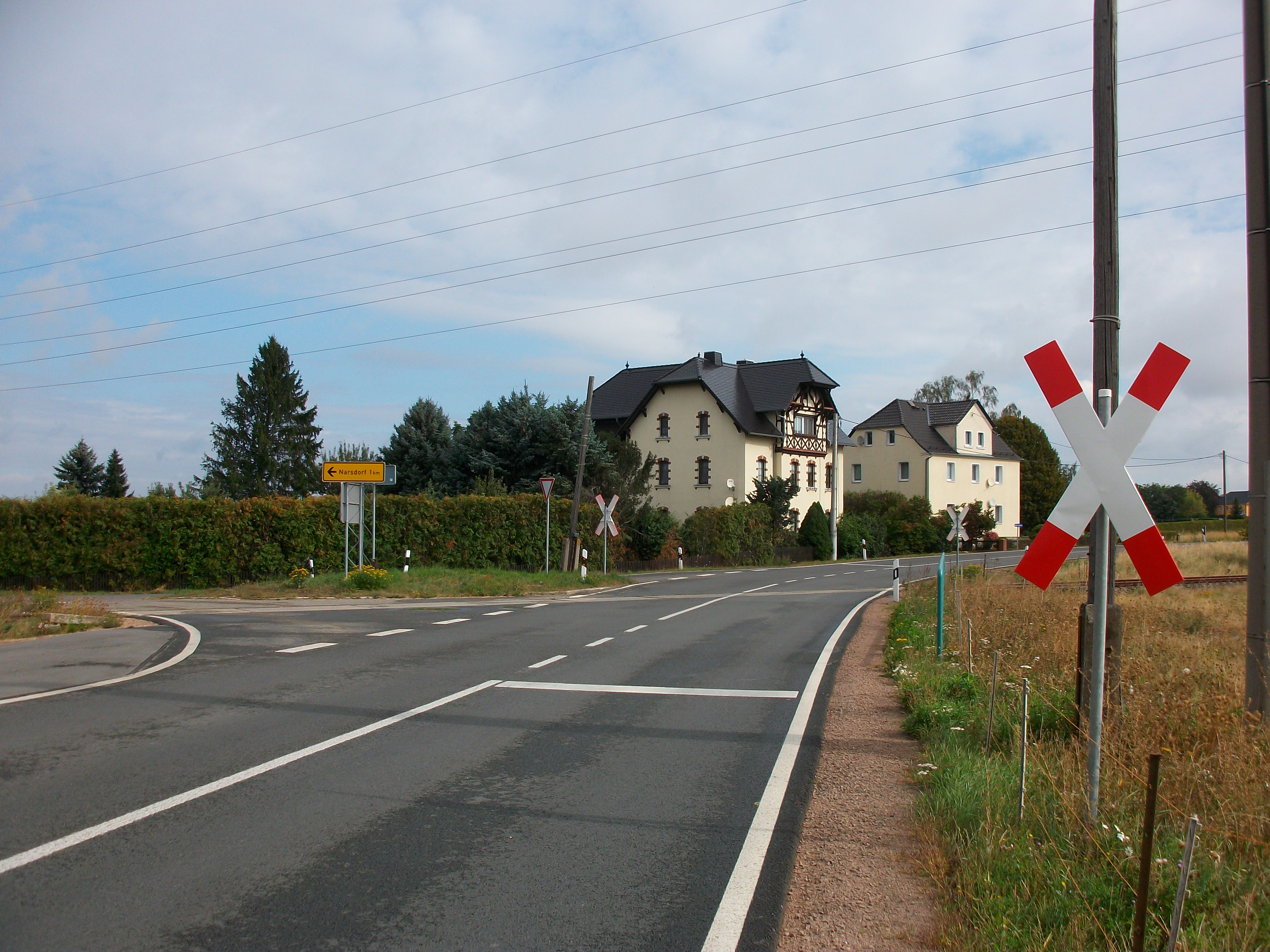
Mutzscheroda, Bahnübergang der Bahnstrecke Rochlitz–Penig

Mutzscheroda liegt zwischen Narsdorf im Westen und Wechselburg im Osten. Der im Ort entspringende Söllichaubach mündet wenige Kilometer östlich des Orts in die Zwickauer Mulde. Nordöstlich von Mutzscheroda befindet sich der Rochlitzer Berg. Östlich des Orts führen die Via Porphyria und der Lutherweg Sachsen vorbei.
Nordwestlich des Orts verläuft die Bundesstraße 175, die unweit des Nachbarorts Narsdorf auf die Bundesautobahn 72 trifft. An der Bundesstraße befindet sich eine Siedlung mit dem inzwischen abgerissenen Gasthof Grüne Tanne, welche ebenfalls zu Mutzscheroda gehört. In Narsdorf befindet sich mit dem Bahnhof Narsdorf auch der nächstgelegene Bahnstation an der Bahnstrecke Leipzig–Chemnitz. Nördlich von Mutzscheroda verläuft die stillgelegte Bahnstrecke Rochlitz–Penig.

### Nachbarorte
|           | Breitenborn                                 | Carsdorf     |
| Narsdorf  | Kompassrose, die auf Nachbargemeinden zeigt | Wechselburg  |
| Dölitzsch | Corba                                       | Altzschillen |

## Geschichte

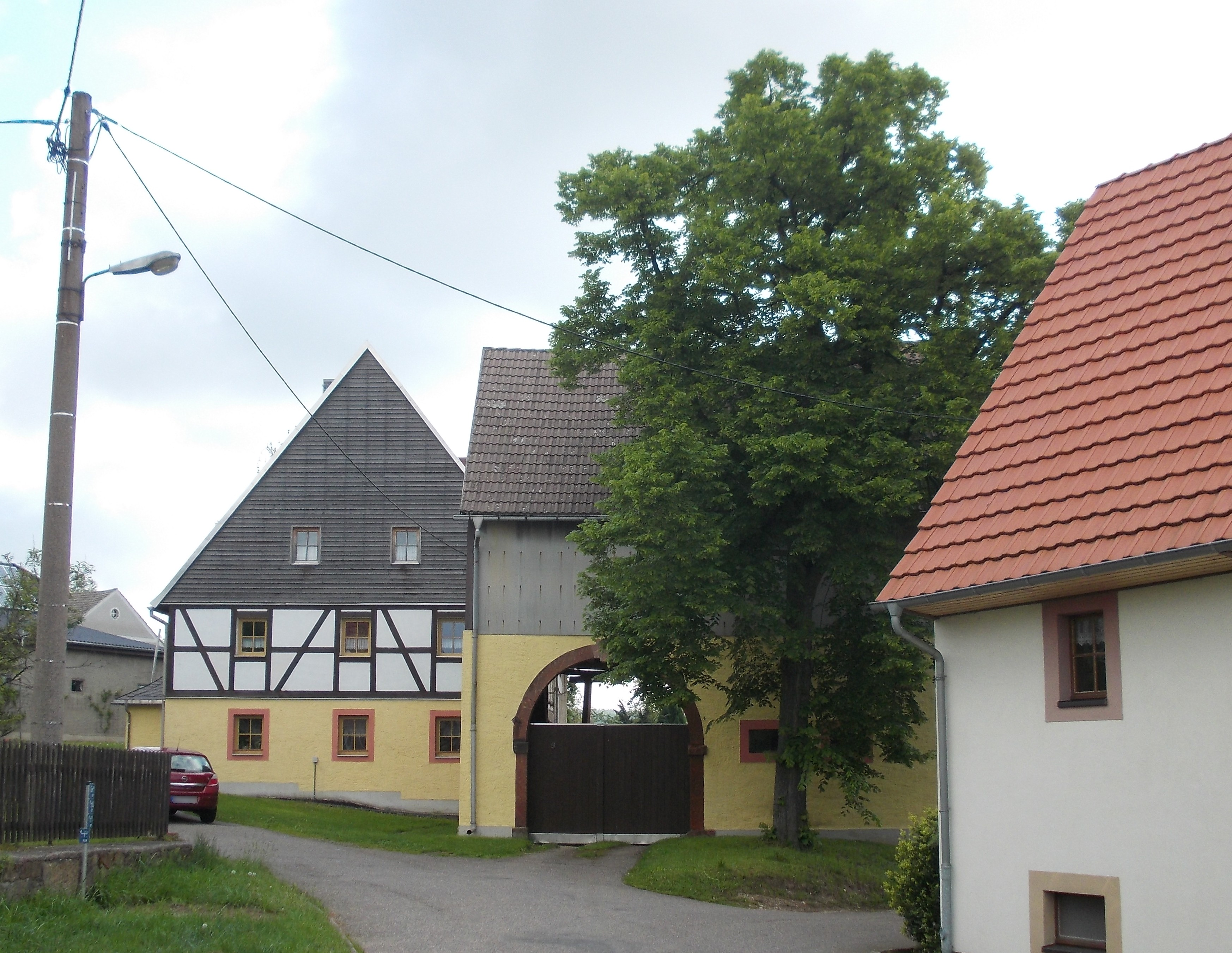
Hof in Mutzscheroda

Das vier Kilometer nordwestlich von Wechselburg liegende Mutzscheroda wurde im Jahr 1433 als Mutzschenroda erwähnt. Das Platzdorf ist eine slawische Gründung, worauf die Flurform und der Ortsname hindeuten. Der Ortsname bedeutet „Rodung auf schwarzem, modrigem Boden“. Kirchlich gehört Mutzscheroda seit jeher zu Wechselburg. 
Obwohl Mutzscheroda als Amtsdorf bis 1856 zum kursächsischen bzw. königlich-sächsischen Amt Rochlitz gehörte, hatte es gegenüber der schönburgischen Landesherrschaft Wechselburg gewisse Verpflichtungen. Dies war u. a. das Erbrecht, ein Lehnpferd zu halten und die Stege zur Zwickauer Mulde zu verrichten. Auch die Erbgerichtsbarkeit über den Ort stand der Herrschaft Wechselburg zu. Von wirtschaftlicher Bedeutung für Mutzscheroda waren die nahe gelegenen Porphyrbrüche. Ab 1856 gehörte Mutzscheroda zum Gerichtsamt Rochlitz und ab 1875 zur Amtshauptmannschaft Rochlitz.
Durch die zweite Kreisreform in der DDR im Jahr 1952 wurde Mutzscheroda dem Kreis Rochlitz im Bezirk Chemnitz (1953 in Bezirk Karl-Marx-Stadt umbenannt) angegliedert. Am 20. Juni 1957 erfolgte die Eingemeindung von Carsdorf.
Die Gemeinde Mutzscheroda mit Carsdorf gehörte ab 1990 zum sächsischen Landkreis Rochlitz, der 1994 im Landkreis Mittweida und 2008 im Landkreis Mittelsachsen aufging. Die Gemeinde Mutzscheroda schloss sich am 1. Januar 1994 mit Wechselburg, Göhren und Nöbeln zur neuen Gemeinde Wechselburg zusammen, wodurch Mutzscheroda und Carsdorf Ortsteile von Wechselburg wurden.